# Кочхан (Кёнсан-Намдо)
Кочха́н (кор. 거창군?, 居昌郡?, Geochang-gun) — уезд в провинции Кёнсан-Намдо, Южная Корея.

## История
Во времена Трёх государств в начале 1 тысячелетия нашей эры на месте современного Кочхана располагалось несколько поселений, называвшихся Койоль, Котха и Арим. В 757 году, во времена государства Силла впервые появилось упоминание о Кочхане. Во время династии Чосон, в 1414 году, Кочхан и Кодже были объединены в одну административную единицу, Чечхан (Чечханхён). В 1506 году Чечхан стал снова называться Кочханом. В 1895 году Кочхан получил статус уезда (кун).

## География
Расположен на северо-западе провинции Кёнсан-Намдо. Граничит с сопредельными провинциями Чолла-Пукто и Кёнсан-Пукто, а также с Хамяном, Сачхоном и Хапчхоном. Ландшафт преимущественно горный. На территории Кочхана расположены три национальных парка: Каясан, Тогюсан и Чирисан. Наивысшая точка — гора Тогюсан (1507 метров). Климат, как и в остальной части Корейского полуострова муссонный: лето тёплое и влажное, зима относительно прохладная и сухая. Среднегодовая температура 10,6 °C, годовое количество осадков 1395,2 мм (данные 1993 года). Большая часть осадков выпадает (около 850 мм) выпадает в сезон дождей в три летних месяца.

## Административное деление
Кочхан административно делится на 1 ып и 11 мёнов:

| Название  | Хангыль | Площадь, км² | Население, чел | Внутреннее деление |
| --------- | ------- | ------------ | -------------- | ------------------ |
| Кочханып  | 거창읍  | 55,6         | 39 871         | 13 ри              |
| Вичхонмён | 위천면  | 54,75        | 2 438          | 7 ри               |
| Кабукмён  | 가북면  | 96,25        | 1 561          | 7 ри               |
| Каджомён  | 가조면  | 66,15        | 4 426          | 10 ри              |
| Коджемён  | 고제면  | 58,47        | 1 480          | 5 ри               |
| Маримён   | 마리면  | 46,62        | 2 353          | 7 ри               |
| Намсанмён | 남상면  | 68,51        | 2 934          | 10 ри              |
| Намхамён  | 남하면  | 49,83        | 1 869          | 5 ри               |
| Пуксанмён | 북상면  | 125,3        | 1 629          | 7 ри               |
| Синвонмён | 신원면  | 73,71        | 1 876          | 9 ри               |
| Унъянмён  | 웅양면  | 58,47        | 2 158          | 7 ри               |
| Чусанмён  | 주상면  | 50,02        | 1 866          | 7 ри               |

## Туризм и достопримечательности
- Кочханский музей — открыт в 1988 году. Общая площадь экспозиции составляет около 8 тыс. м². Представлены экспонаты, посвящённые истории Кореи и в частности южной части полуострова. Всего в экспозиции около 1200 экспонатов.[4]
- Горные маршруты Кочхана — инфраструктура для занятия горным туризмом включает несколько маршрутов и туристические стоянки в горах Тогюсан, Кымвонсан, Чирисан и Каясан. [5]
- Кочханский международный театральный фестиваль — проводится ежегодно в начале августа. В программе фестиваля театральные представления, выставки костюмов, выступления детского театра, театральные семинары.[6]
- Мемориал жертвам «Кочханской расправы» 9 февраля 1951 года, в ходе которой погибло более 700 мирных жителей. Был возведён в 1996 году.[7]
- Крепость на горе Коёльсан — первые сооружения на этом месте были сделаны в эпоху Кая, древнейшие сохранившиеся сооружения относятся к периоду Силла (VII век). Сейчас вокруг крепости разбит парк.[8]
- Долина Вольсон — живописная долина, окружённая горами Тогюсан, Чириса и Каясан. Сейчас здесь расположен курорт, создана инфраструктура для рекреационного и экологического туризма.[9]

## Символы
Как и остальные города и уезды Южной Кореи, Кочхан имеет ряд символов:
- Дерево: хурма — символизирует стойкость духа и способоность к выживанию в любых условиях.
- Птица: голубь — символизирует порядок.
- Цветок: форзиция — символизирует смирение и терпение.

## Города-побратимы
Кочхан является городом-побратимом следующих городов:
- Коксон, Республика Корея (1998)
- Кандонгу, Республика Корея (1999)
- Гаою, Китай (2005)
- Йондогу, Республика Корея (2006)
- Сусён-ку, Республика Корея (2006)
- Сочхогу, Республика Корея (2007)